# Chase (Alaska)
Pour les articles homonymes, voir Chase.
Butte est une ville d'Alaska aux États-Unis dans le Borough de Matanuska-Susitna. Elle fait partie de la zone statistique métropolitaine d'Anchorage et avait une population de 34 habitants en 2010.

## Situation - climat
Elle est située sur la rive est de la rivière Susitna à 14 km de Talkeetna, et à environ 201 km d'Anchorage.
Les températures moyennes de janvier vont de −17 °C à −7 °C et de 9 °C à 20 °C en juillet.

## Histoire
Le nom de Chase provient de celui de Nancy Chase, la fille de R.D. Chase, un employé de l'Alaska Engineering Commission d'Anchorage. La gare, au mile 236 du chemin de fer de l'Alaska avait été appelé Nanchase. Une laiterie avait été installée à proximité en 1927, ce qui crééa un marché de produits laitiers en provenance de la vallée Matanuska. En 1933, ces installations ont été transférées à Palmer.
Les habitants vivent de chasse, de pêche et de jardinage. Il n'y a pas d'école, les enfants sont scolarisés à Talkeetna ou étudient par correspondance.

## Démographie
| 1990 | 2000 | 2010 | - | - | - |
| ---- | ---- | ---- | - | - | - |
| 38   | 41   | 34   | - | - | - |

### Source
- (en) CIS